# Sepsi-78
Sepsi-78, är en fotbollsklubb från Seinäjoki i Södra Österbotten bildades 1930 under namnet Seinäjoen Palloseura (SePS) (="Seinäjoki bollklubb"). SePS gick i konkurs 1977 och en "ny" förening - Sepsi-78 - tog då vid.

## Seinäjoen Palloseura (SePS)
SePS bildades 1930 och bedrev länge såväl bandy- som fotbollsverksamhet. I bandy gjorde klubben sju säsonger i högsta serien, den sista 1966. Fotbollslaget gjorde inte mindre än femton säsonger i näst högsta ligan mellan 1945 och 1977. Laget slutade på sjunde plats i division 1 vid konkursen 1977.

## Sepsi-78
Den "nya" föreningen Sepsi-78 övertog gamla SePS:s plats i division 1. Premiäråret 1978 slutade med en tredjeplats bakom Ilves och KTP. Seriesystemet ändrades till 1979. Sepsi-78 upprepade tredjeplatsen men detta innebar denna säsong en plats i Kvalserien 1979, där Sepsi-78 slutade på fjärde plats och därmed steg till Mästerskapsserien 1980.
Debutåret i högsta serien gick väl: Sepsi-78 slutade sjua i grundserien och behöll den platsen i slutspelsserien. Säsongen 1981 slutade laget nia i grundserien och klarade sedan nytt kontrakt på bättre målskillnad än RoPS i kvalserien. Värre gick det 1982: en tionde plats i grundserien följdes av plats sex i kvalserien och degradering. Laget föll sedan direkt ur Ettan och höll sig sedan i Tvåan och Trean till 2007.

## Sammanslagning med TP-Seinäjoki
Efter säsongen 2007 slogs Sepsi-78 samman med lokalrivalen TP-Seinäjoki till Seinäjoen Jalkapallokerho (SJK), som 2013 steg till Tipsligan. Sepsi-78 har dock även fortsättningsvis ett eget representationslag, vilket emellertid spelar i lägre divisioner.